# Enicodes schreibersii
Enicodes schreibersii är en skalbaggsart som beskrevs av Thomson 1865. Enicodes schreibersii ingår i släktet Enicodes och familjen långhorningar. Inga underarter finns listade i Catalogue of Life.